# 6547 Vasilkarazin
6547 Vasilkarazin هو كويكب، يقع ضمن حزام الكويكبات. اكتشف في 2 سبتمبر 1987.

## روابط خارجية
- 6547 Vasilkarazin في قاعدة بيانات مختبر الدفع النفاث لأجرام النظام الشمسي الصغيرة

- الاكتشاف · مخطط المدار ·  العناصر المدارية · المعلمات المادية

- 6547 Vasilkarazin على موقع ويكي سكاي: DSS2, SDSS, GALEX, IRAS, Hydrogen α, X-Ray, Astrophoto, Sky Map, Articles and images